# Varso Tower
Der Varso Tower ist ein Hochhaus im Warschauer Stadtbezirk Wola an der Ulica Chmielna, Ecke Aleja Jana Pawła II. Investor war die polnische Niederlassung der HB Reavis aus der Slowakei, als Architekten waren Foster + Partners verantwortlich; Foster hatte bereits Anfang der 2000er Jahre das Warschauer Metropolitan-Bürogebäude entworfen. Das Hochhaus ist Teil eines Gebäudekomplexes aus drei Türmen. Die Planung der beiden niedrigeren Gebäude, die zuerst fertiggestellt wurden, stammt von HRA Architekci.
Das 53-stöckige Bürogebäude wurde auf einem 18.000 m² großen Grundstück im Stadtzentrum nahe des Warschauer Zentralbahnhofs im Stil der Neomoderne errichtet und ist mit 310 Metern (inklusive Antenne) das höchste Gebäude der EU und eines der höchsten Gebäude in Europa. Das Dachgeschoss befindet sich in 230 Metern Höhe.
Der Bau begann im Dezember 2016 und wurde im August 2022 abgeschlossen. Die Investitionssumme der HB Reavis betrug eigenen Angaben nach 500 Millionen Euro.
Im Oktober 2017 wurde im Rahmen der Tiefbauarbeiten in 10 Meter Tiefe ein rund 60 Tonnen schwerer Gletscherfindling entdeckt - der größte jemals in Warschau gefundene. Der im Umfang etwa 12,5 Meter messende Stein wurde auf ein Alter von 1,5 Milliarden Jahre geschätzt. Er lagerte sich vor etwa 130.000 Jahren an der Stelle ab. Der Stein wurde an einen Standort im Park Pole Mokotowskie verbracht; zunächst war geplant, ihn nach Abschluss der Bauarbeiten zum Varso Tower vor dem Hochhaus aufzustellen. Dieser Plan wurde später verworfen, heute befindet er sich in der Nähe des Zentralgebäudes der Nationalbibliothek Polens.

## Galerie

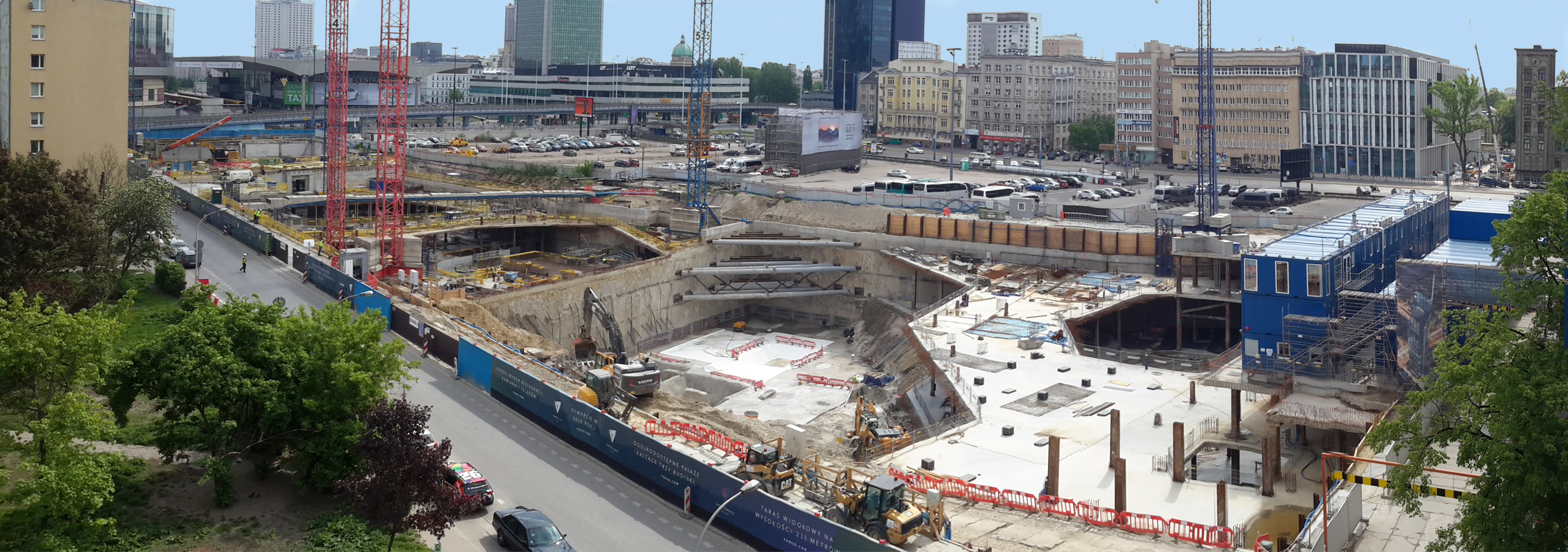
Baustelle am 1. Mai 2018
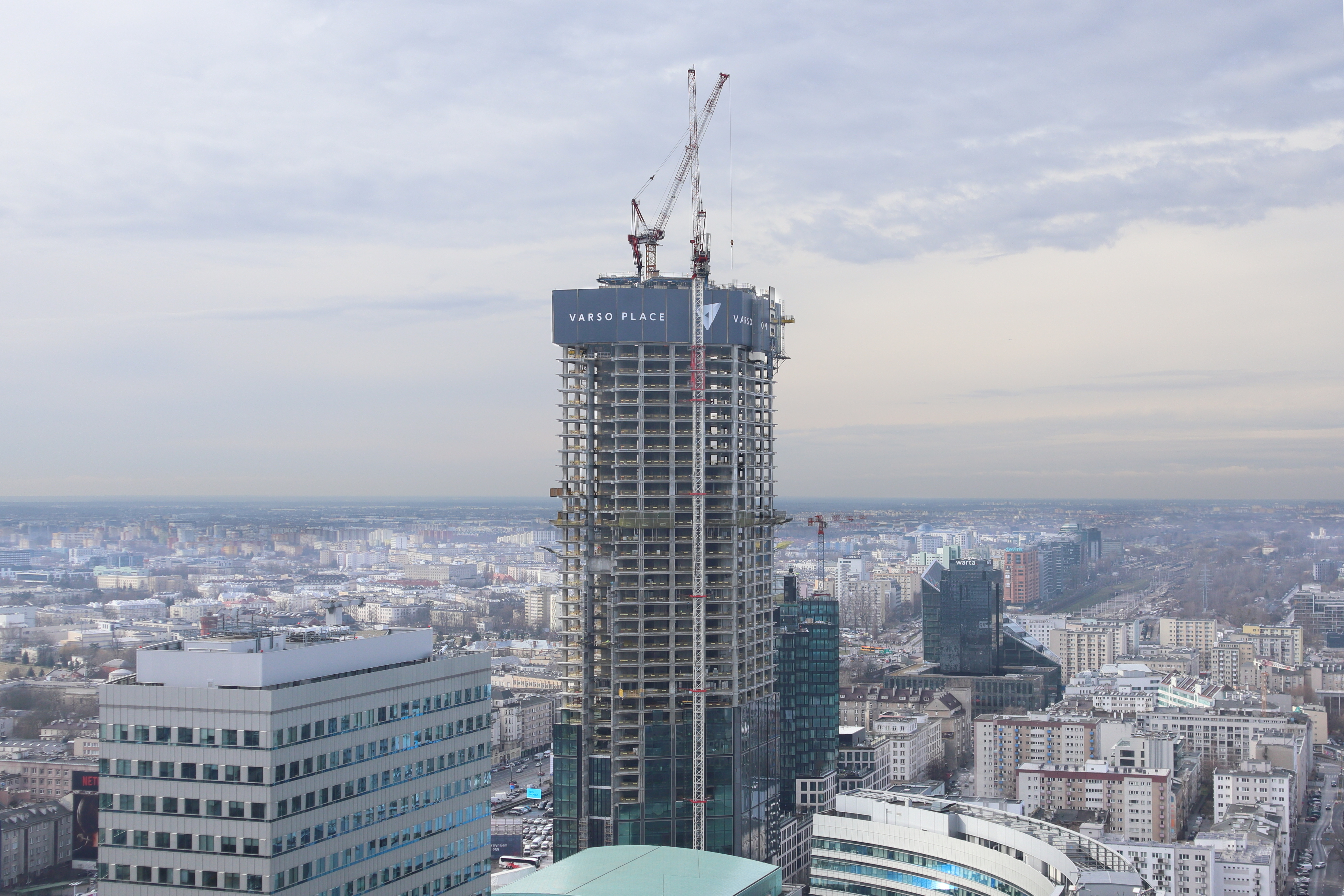
Baustelle im Februar 2020
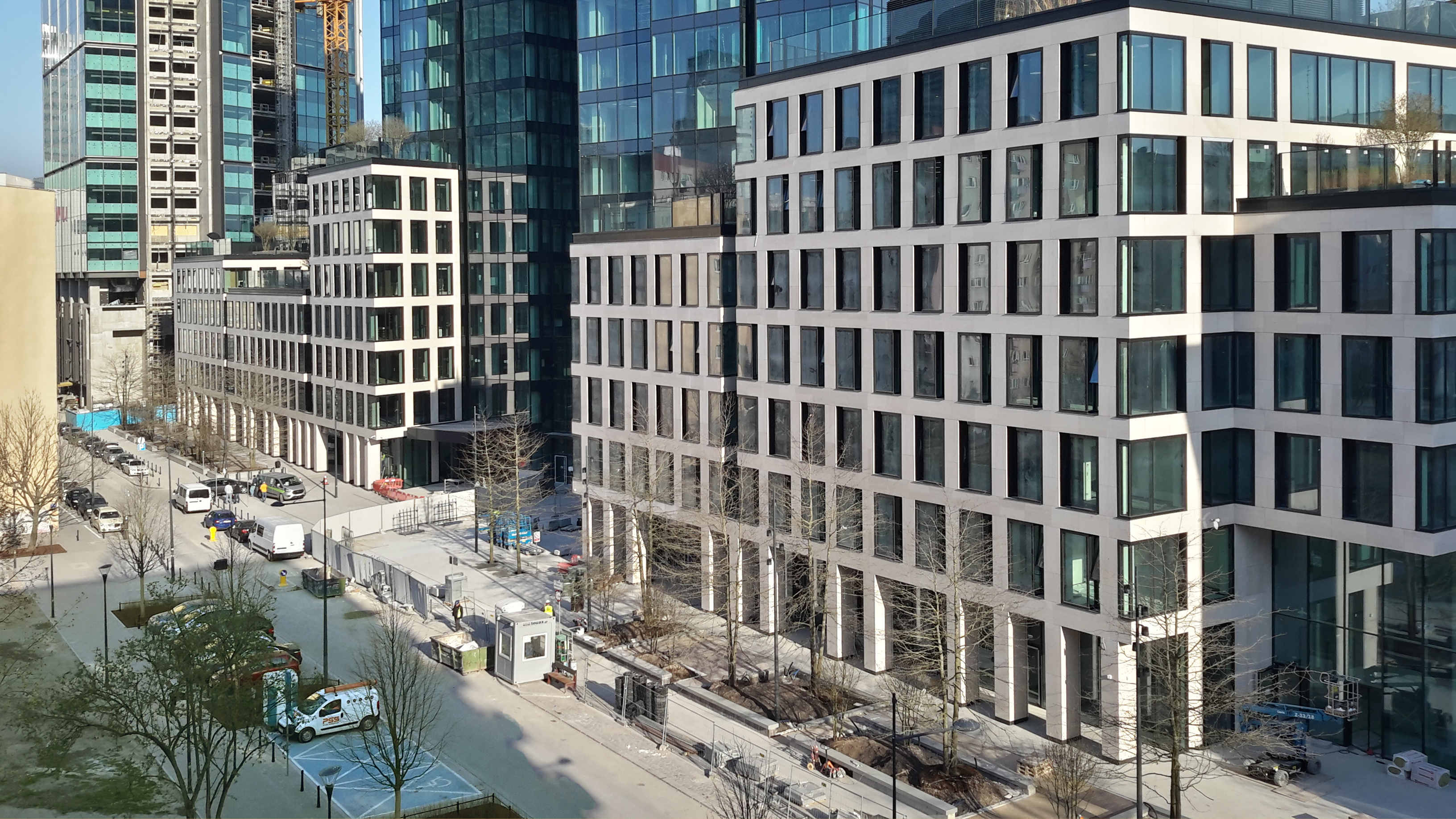
Chmielna-Straße im April 2020
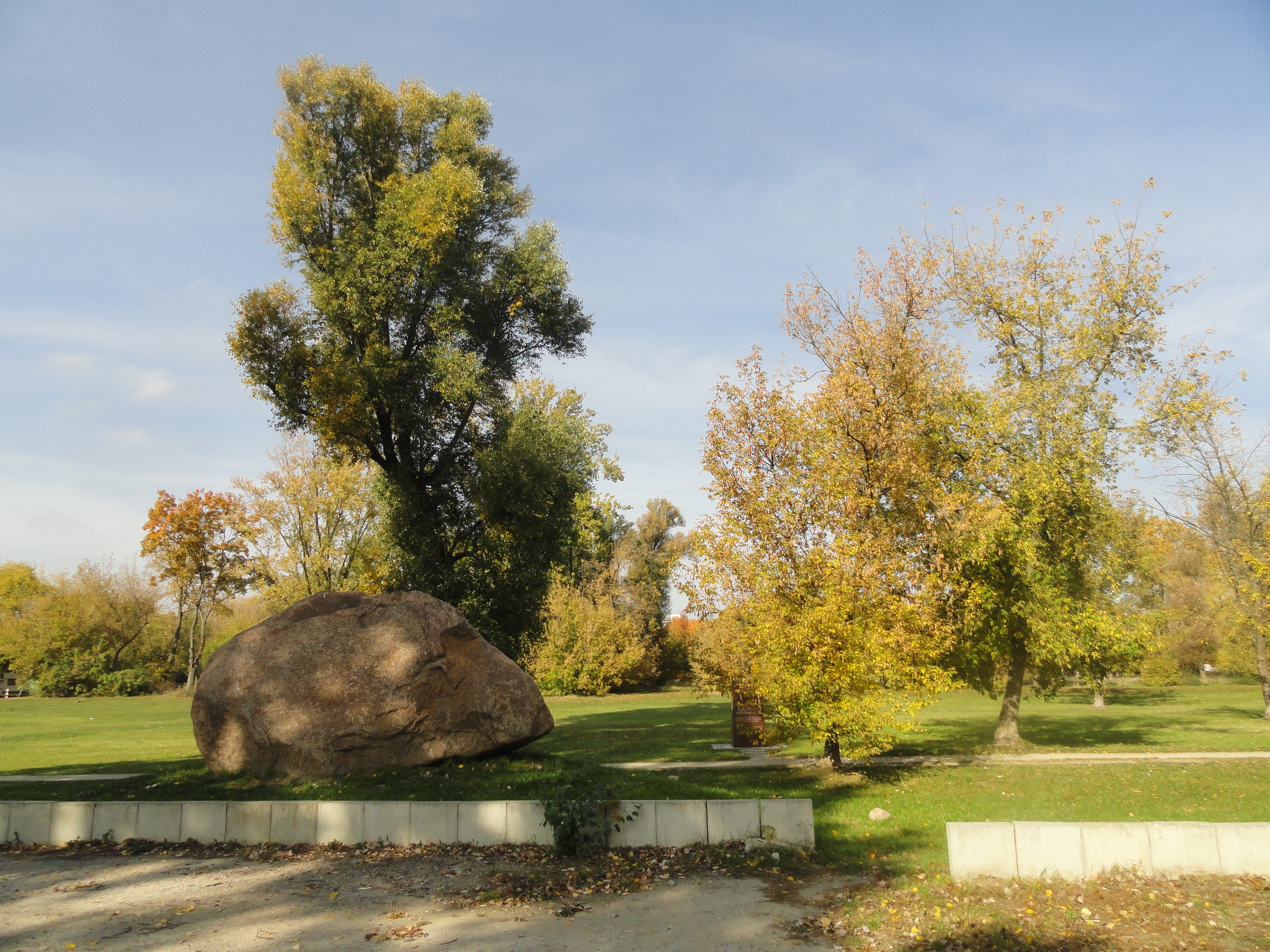
Findling, Pole Mokotowskie, 2018